# توماش چوری
توماش چوری (چکی: Tomáš Chorý؛ زادهٔ ۲۶ ژانویهٔ ۱۹۹۵) بازیکن فوتبال اهل جمهوری چک است.
از باشگاه‌هایی که در آن بازی کرده است می‌توان به باشگاه فوتبال سیگما اولوموتس، باشگاه فوتبال زولته وارخم، و باشگاه فوتبال ویکتوریا پلزن اشاره کرد.
وی همچنین در تیم‌های ملی فوتبال زیر ۲۱ سال جمهوری چک و جمهوری چک بازی کرده است.